# Rosa Carlén
Catharina Rosaura (Rosa) Carlén, under en period Reinberg, född 9 maj 1836 i Lerdal i Dalsland, död 12 februari 1883 i Dals-Ed, var en svensk författare.
Rosa Carlén var trolovningsbarn till den svenska författaren Emilie Flygare-Carlén (1807–1892) och Jacob Reinhold Dalin (1799–1835); fadern dog i kallbrand innan de hunnit gifta sig; genom sin far tillhör Rosa Carlén Ingevaldssläkten. 
Fadern beskrivs som "en synnerligen egenartad personlighet, snillrik, eldig, excentrisk och melankolisk", och kom att få avgörande inflytande på sin trolovades författarskap och var den som uppmuntrade henne till att börja skriva. Året efter Rosa Carléns födsel adopterades hon bort till Reinhold Dalins släktingar, patron Jonas Bågenholm (1803–1864) och hans hustru Andriette Charlotta Ekelund (1808–1889), bosatta på gården Onsön i Dals-Ed. Familjen var barnlös. 
Rosa Carlén skrev ett antal i sin samtid uppmärksammade romaner under signaturen "Förf. till Agnes Tell". Hon debuterade 1861 med Agnes Tell  och känd är hon även för romanen Bröllopet i Bränna, vilken filmatiserades 1926 i regi av Erik A. Petschler.
Rosa Carlén var från 1856 gift med häradshövdingen Richard Carlén (1821–1873), de är begravda på Norra begravningsplatsen utanför Stockholm.